# Kohlweißlings-Schlupfwespe

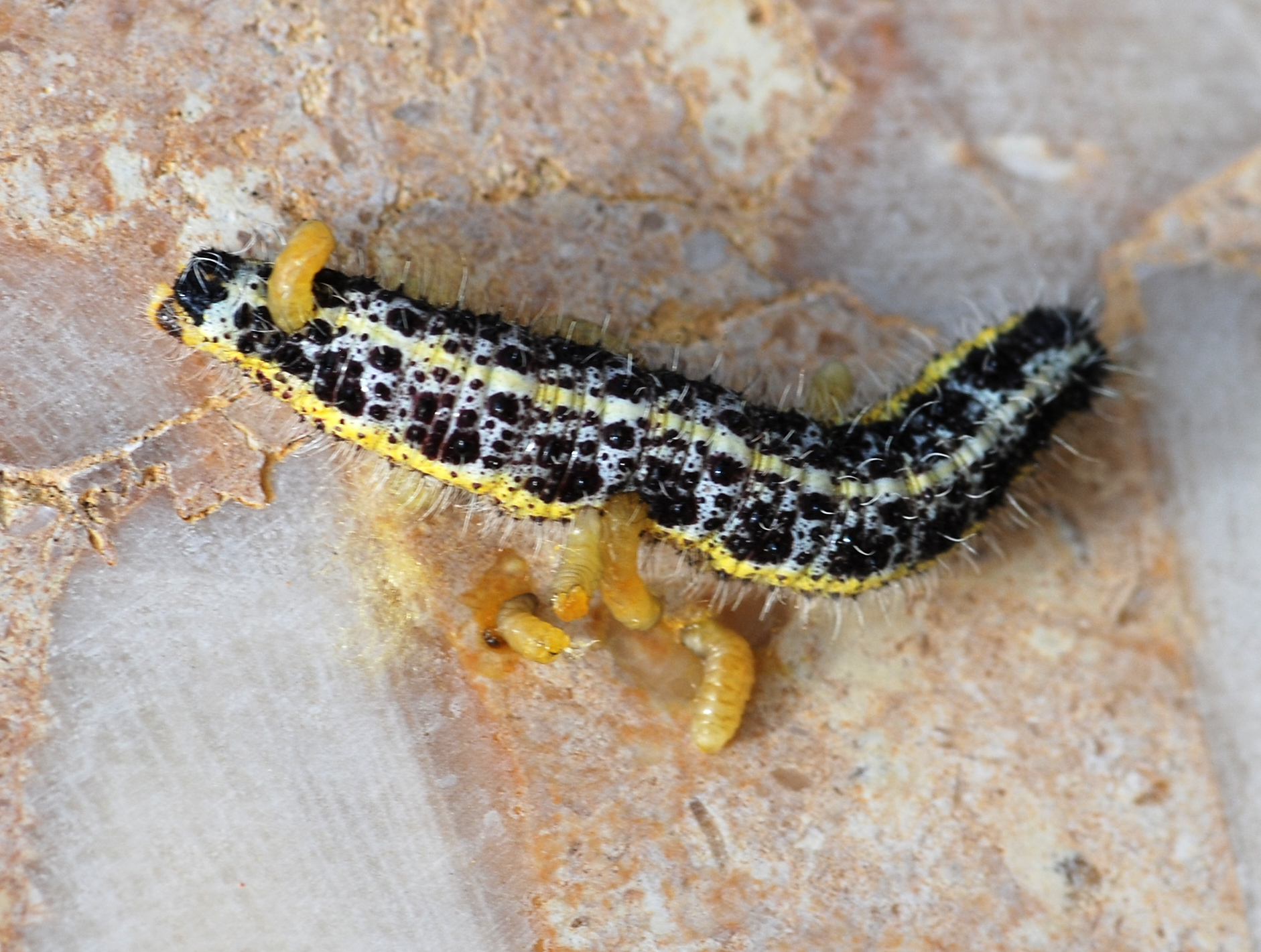
Raupe des Großen Kohlweißlings (Pieris brassicae) mit austretenden Larven der Kohlweißlings-Schlupfwespe (Cotesia glomerata)

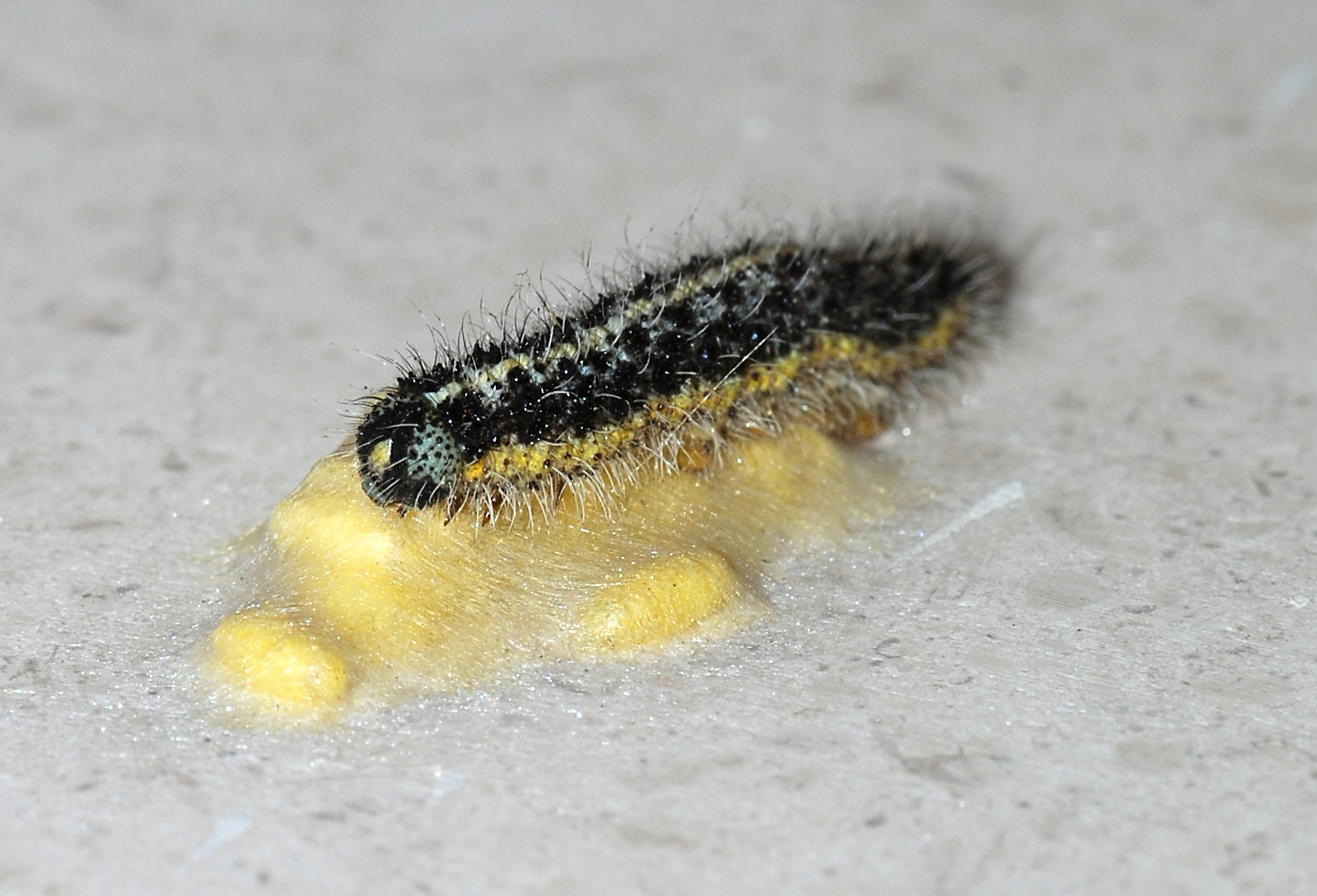
Raupe des Großen Kohlweißlings (Pieris brassicae) über eingesponnenen Puppen der Kohlweißlings-Schlupfwespe (Cotesia glomerata)

Die Kohlweißlings-Schlupfwespe, eigentlich richtiger Kohlweißlings-Brackwespe (Cotesia glomerata, in älteren Werken auch Apanteles glomeratus) ist eine parasitisch lebende Hautflüglerart aus der Familie der Brackwespen (Braconidae).

## Merkmale
Microgastrinae sind kleine, meist schwarz oder schwarz und gelb gezeichnete Arten. Die Unterfamilie hat ihren Namen nach dem auffallend kurzen freien Hinterleib (Metasoma) erhalten. Die artenreiche Gruppe umfasst zahlreiche sehr ähnliche und schwer unterscheidbare Arten. Cotesia glomerata ist in beiden Geschlechtern etwa 2,5 bis 3 Millimeter lang, mit Fühlern, die etwas länger sind als die Körperlänge. Der Körper ist schwarz gefärbt, die Beine rötlichgelb bis gelb. Eine Bestimmung ist mit geeigneten Mitteln möglich.

## Geschlechtsbestimmung
Die Art ist zweigeschlechtlich und besitzt einen komplexen Modus der Geschlechtsbestimmung. Wie für Hautflügler typisch, entwickeln sich aus unbefruchteten Eiern Männchen (arrhenotoke Parthenogenese). Befruchtete Eier entwickeln sich dann zu Weibchen, wenn sie an einem geschlechtsbestimmenden Genabschnitt verschiedene Allele tragen, also heterozygot sind. Bei gleichen Allelen entwickeln sich auch hier Männchen. Durch diesen Mechanismus steigt bei steigender Inzucht der Anteil der Männchen an. Trotzdem wurde bei Paarungsversuchen keine Benachteiligung verwandter Individuen als Partner nachgewiesen. Diploide Männchen erzeugen genauso viel Nachwuchs wie haploide, allerdings mit etwas zugunsten der Männchen verschobenem Geschlechterverhältnis. In Freilandpopulationen der Art wird gewöhnlich ein Weibchen-Überschuss (etwa zwei Drittel Weibchen) beobachtet.

## Ökologie und Lebensweise
Cotesia glomerata gilt in vielen Teilen des Vorkommens des Großen Kohlweißlings (Pieris brassicae) als dessen Hauptparasitoid, kann aber auch andere Schmetterlingsarten befallen. Allerdings ist die hohe Zahl von (bis zu 75) möglichen Wirtsarten wohl teilweise auf Fehlbestimmungen oder seltene Fehlwirte zurückzuführen. Verlässliche Angaben liegen vor allem für die Schmetterlingsgattungen Pieris und Aporia (also Weißlinge i. w. S.) vor. Pieris brassicae wird eindeutig bevorzugt. Dies liegt teilweise daran, dass Raupen des Großen Kohlweißlings in geselligen Ansammlungen vorkommen, während die anderen Arten einzeln leben, die Schlupfwespe ist in ihrer Suchstrategie daran angepasst. Außerdem findet Cotesia glomerata seine Wirte teilweise über die Nahrungspflanze, die über den Geruch erkannt wird. Dadurch werden nicht an Kreuzblütlern lebende Schmetterlingsraupen-Arten kaum befallen.
Parasitierungsraten der Kohlweißlingsraupen wurden in verschiedenen Studien zwischen 5 % und 95 % der Raupen angegeben, in einer Studie in Deutschland waren sogar 100 % der Weißlingsraupen parasitiert. Auch der Kleine Kohlweißling (Pieris rapae) wird befallen, allerdings seltener. Diese Art besitzt zudem einen eigenen Spezialisten, Cotesia rubecula, der bei gemeinsamen Vorkommen konkurrenzüberlegen ist. Die Parasitierung kann also die Populationsdichte des Schmetterlingswirts, der als landwirtschaftlicher Schädling gilt, stark vermindern. Allerdings wirkt sich die Parasitierung nicht mehr auf den Fraß bereits vorhandener Weißlingsraupen auf einer Pflanze aus. Schmetterlingsraupen an den oberen Blättern einer Kohlpflanze werden vom Parasiten weitaus häufiger befallen als solche an mittleren oder unteren.
Die Wirtsraupen werden vorzugsweise im ersten Larvenstadium angestochen, ggf. werden Raupen bis zum dritten Stadium mit nachlassender Präferenz akzeptiert. Ältere Raupen wehren sich mit heftigen Bewegungen und sondern zudem eine Abwehrflüssigkeit aus. In jede Raupe werden zahlreiche Eier abgelegt („gregärer“ Parasitoid), pro Raupe entwickeln sich synchron ca. 20 (bis 30) Wespenlarven. Gelegentlich wird eine Schmetterlingsraupe aber von mehr als einem Schlupfwespenweibchen parasitiert. Die Larven ernähren sich von der Hämolymphe ihres Wirts, ohne die Organe anzugreifen. Die Präsenz der Parasitoidenlarven verlangsamt aber ihre Entwicklung um ca. 3 Tage (von 16 auf 19 Tage). Es treten drei Larvenstadien auf. Die Wespenlarven entwickeln sich innerhalb der Raupen, bis diese kurz vor der Verpuppung stehen und treten dann synchron durch die Haut aus.
Mit den Eiern überträgt die Kohlweißlings-Schlupfwespe auch Viren auf die Raupe, nämlich Cotesia-glomerata-Bracoviren. Die Virenpartikel werden ausschließlich in einem hierauf spezialisierten Bereich der Eierstöcke der weiblichen Puppe der Kohlweißlings-Schlupfwespe gebildet, bevor sie aus dem Kokon schlüpfen. Die Viren werden von ihrem Immunsystem nicht als fremd wahrgenommen und auch nicht bekämpft. Die Bracoviren infizieren die Zellen der Kohlweißlingsraupe und die Virulenzgene ändern die Immunantwort des Wirtes, so dass er die Brackwespenlarven nicht erfolgreich bekämpft. Außerdem beeinflussen sie die Entwicklung des Wirtes. Sie bilden in der Raupe keine Viruspartikel, da die Gene der zur Vervielfältigung der Viren nötigen Maschinerie nicht in die Viruspartikel verpackt werden, sondern im Genom der Wespe verbleiben.
Beim Austritt der Larven ist die Raupe lethargisch und reagiert nicht auf Störungen. Die Schlupfwespenlarven häuten sich beim Austritt zum dritten Larvenstadium und lassen ihre Larvenhaut in der Austrittswunde zurück, so dass diese die Wunde verschließt. Sie verpuppen sich unmittelbar neben der Raupe. Oft spinnt die Raupe sogar noch ein schützendes Gespinst über die Kokons ihres Parasiten. Diese kann eventuell noch einige Zeit (Tage bis Wochen) weiterleben, kann aber ihren Lebenszyklus nicht mehr vollenden, sondern bleibt nahe bei den Parasitenpuppen. Wenn sie dort gestört wird, reagiert sie mit heftigem Hin- und Herschlagen des Kopfes und verteidigt die Wespenlarven dadurch gegen Fressfeinde.
Die Wespenkokons besitzen eine auffällige, zitronengelbe bis orange Färbung. Die Puppenruhe dauert bis zum Schlupf der Imagines 7 bis 11 Tage. Die Lebensdauer der Imagines beträgt maximal etwa 30 Tage.
Cotesia glomerata überwintert, je nach Jahreszeit und Wirtsart, entweder als verpuppungsbereite Altlarve („Präpuppe“) im Puppenkokon oder als Larve innerhalb der Wirtsraupe.

## Natürliche Feinde
Die Art hat, obwohl selbst Parasitoide, ihre eigenen Parasitoide (Hyperparasitismus). Diese Wespenarten legen ihr Ei ebenfalls in die Schmetterlingsraupe. Die schlüpfende Larve sucht dann allerdings die Parasitoidenlarve, dringt in diese ein und entwickelt sich in ihr. Hyperparasitoide von Cotesia glomerata sind z. B. Mesochorus gemellus (Ichneumonidae) und Tetrastichus sinope (Eulophidae). Lysibia nanus parasitiert die Brackwespen im Präpuppenstadium, das heißt kurze Zeit, nachdem die Brackwespenlarven ein Kokon gesponnen haben, um sich darin zu verpuppen.

## Neozoen
Cotesia glomerata ist zur biologischen Schädlingsbekämpfung des dort eingeschleppten Kleinen Kohlweißlings nach Nordamerika eingeführt worden, die Art ist dort heute eingebürgert und nicht selten. Diese Einführung hat allerdings zum starken Rückgang einer dort einheimischen, verwandten Weißlingsunterart, des Grünader-Weißlings Pieris napi subsp. oleracea geführt, der ebenfalls Wirt des Parasitoiden ist. Ein ähnlicher Einfluss auch auf Pieris virginiensis wird befürchtet.
Auf den Kanarischen Inseln ist die dort vermutlich zur Schädlingsbekämpfung eingeschleppte Wespenart eine ernste Bedrohung für den endemischen Weißling Pieris cheiranthi.
In Japan ist Pieris brassicae ebenfalls eingeschleppt worden. Allerdings war Cotesia glomerata hier bereits vorhanden, seine Wirtsart war der Kleine Kohlweißling Pieris rapae. Nach der Einschleppung ging die Schlupfwespe auch hier rasch auf den Großen Kohlweißling als Vorzugswirt über.

## Phylogenie
Bei einer Untersuchung der großen und fast weltweit verbreiteten Gattung Cotesia mittels homologer DNA-Sequenzen (molekulare Phylogenie) wurden Cotesia plutellae und Cotesia melitaearum als nächstverwandte Arten identifiziert. Diese Ergebnisse sind im Widerspruch zu traditionellen, auf morphologischen Merkmalen basierenden Artengruppen. Viele Arten der Unterfamilie Microgastrinae sind für die Bestimmung mittels DNA barcoding sequenziert und dadurch besser bestimmbar geworden.